# Andreas Obst
Andreas Obst, né le 13 juillet 1996 à Halle-sur-Saale, est un joueur professionnel allemand de basket-ball évoluant au poste d'arrière. Il est reconnu pour la qualité de son tir à trois points.

## Biographie

### En club
Andreas Obst s'engage avec l'équipe junior du TSV Tröster Breitengüßbach (de) en 2011. Il fait ses débuts avec l'équipe professionnelle lors de la saison 2012-2013 en troisième division allemande. Durant la même saison, il joue également pour Regnitztal Baskets en quatrième division allemande. Pour la saison 2013-2014, il rejoint la deuxième division allemande avec les Baunach Young Pikes (de).
En 2014, il s'engage avec Brose Baskets en Bundesliga, avec qui il va disputer deux saisons, tout en étant prêté aux Baunach Young Pikes.
Pour la saison 2016-2017, il s'engage avec l'équipe des Giessen 46ers.
Pour la saison 2017-2018, Obst s'engage avec les Oettinger Rockets.
Pour la saison 2018-2019, il quitte l'Allemagne pour rejoindre le championnat espagnol et l'équipe d'Obradoiro CAB.
Pour la saison 2019-2020, Obst revient en Bundesliga pour évoluer avec Ratiopharm Ulm. Il dispute la saison 2020-2021 avec la même équipe.
En 2021, il s'engage avec le Bayern Munich. En mars 2023, il prolonge son contrat jusqu'en 2026.
Le 22 novembre 2024, Obst établit un nouveau record du nombre de paniers à trois points marqués dans une rencontre d'Euroligue : il marque 11 paniers (sur 16 tentés) dans la victoire du Bayern face à Barcelone.

### En équipe nationale
Andreas Obst est international allemand.
En juillet 2012, il participe au Championnat d'Europe des moins de 16 ans avec l'Allemagne. Puis en août 2014, il participe au Championnat d'Europe des moins de 18 ans. Enfin, il participe au Championnat d'Europe des moins de 20 ans 2015 et Championnat d'Europe des moins de 20 ans 2016.
Il fête sa première sélection avec l'équipe d'Allemagne le 24 novembre 2017 lors des qualifications pour la Coupe du monde 2019 face à l'équipe de Géorgie. Il est sélectionné pour la phase finale de la Coupe du monde 2019.
Durant l'été 2021, il participe aux Jeux olympiques d'été de 2020 avec l'Allemagne.
Andreas Obst est sélectionné pour participer à l'EuroBasket 2022. Il remporte la médaille de bronze lors de la petite finale face à l'équipe de Pologne.
En août 2023, il est retenu dans l'effectif allemand pour participer à la Coupe du monde 2023. Lors de la victoire allemande en demi-finale de la Coupe du monde face aux États-Unis, il termine meilleur marqueur du match avec 24 points et inscrit le 3 points de la victoire.

## Palmarès

### En club
- 2016 : Vainqueur de la Bundesliga avec Brose Baskets

### En équipe nationale
- Vainqueur de la Coupe du monde 2023
- Troisième au Championnat d'Europe 2022